# Ruediger Dahlke
Ruediger Dahlke (ejtsd: Rüdiger Dálke; Berlin, 1951. július 24. –) orvos és pszichoterapeuta, természetgyógyász és ismert író. Az ezotéria és az alternatív gyógymódok területén számos könyvet írt többek között az egészséges táplálkozás, meditáció és böjt témákban.

## Élete
Orvosi diplomáját 1978-ban szerezte a müncheni Lajos–Miksa Egyetemen, diplomamunkája a gyermekek bronchiális asztmájának pszichoszomatikája témakörében készült (Zur Psychosomatik des kindlichen Asthma bronchiale). 1979 óta praktizál orvosként. Számos területen továbbképezte magát, mint a homeopátia, a pszichoszomatika, légzésterápia, méregtelenítő terápiák valamint az ezotéria.
Dahlke könyvei már több millió német ajkú követőre találtak és így a holisztikus orvosi felfogás népszerű terjesztője.

## Munkássága
Dahlke könyveiben szorgalmazza az egyéni életfeladatok és ezekhez kapcsolódó fejlődési út keresését, valamint a test és a lélek egészségének fontosságát. 

### Magyarul
- Rüdiger Dahlke–Doris Ehrenberger: Testi és lelki megtisztulás. Méregtelenítés, salaktalanítás, elengedés; ford. Szabó Judit; Bioenergetic, Bp., 2001 ISBN 9789632910628
- Thorwald Dethlefsen–Rüdiger Dahlke: Út a teljességhez. A betegség jelentése és jelentősége; ford. Hajós Gabriella; Bp., Arkánum, 1991
- A mandalák világa. Egzotikus kalandozás a mandalák segítségével a világban és önmagunkban. Különleges meditációs- és kifestőkönyv; ford. Zornánszky Károly; Dunakönyv, Bp., 1994
- Thorwald Dethlefsen–Rüdiger Dahlke: Út a teljességhez. A betegség jelentése és jelentősége; ford. Hajós Gabriella; 2. átdolg., bőv. kiad.; Magyar Könyvklub, Bp., 1995
- A lélek nyelve: a betegség. A kórképek értelmezése és a betegség adta esély; ford. Angster Mária, Sarankó Márta; Magyar Könyvklub, Bp., 1996
- Rüdiger Dahlke–Margit Dahlke: A dohányfüst pszichológiája. Hogyan váljunk élvezeti dohányossá; ford. Hajós Gabriella; Bioenergetic, Piliscsaba, 1997
- A tudatos böjtölés kézikönyve; ford. Szabó Judit; Bioenergetic, Piliscsaba, 1998
- Sorsfordulók. Az életválság mint az újrakezdés lehetősége; közrem. Margit Dahlke, Robert Hössl, ford. Zornánszky Károly; Officina Nova–Magyar Könyvklub, Bp., 1998
- Súlyproblémák. A túlsúly és az átlagon aluli súly jelentése és esélyei; ford. Szabó Judit; Bioenergetic, Bp., 2000
- Nicolas Klein–Rüdiger Dahlke: A függőleges világkép. Az asztrológiai ősprincípiumokon alapuló, jelképes gondolkodás módszere; előszó Thorwald Dethlefsen, ford. Szász Andrea; Bioenergetic, Bp., 2001
- Margit Dahlke–Rüdiger Dahlke: Meditációs kalauz. Személyre szóló meditációs módszerek; ford. Szabó Judit; Bioenergetic, Bp., 2002
- Mitől beteg a világ? A modern mítoszok jövőnket veszélyeztetik; ford. Balázs István; Magyar Könyvklub, Bp., 2002
- Belső utazás. Vezetett meditációk a belső úton; ford. Szabó Judit; Bioenergetic, Bp., 2003
- Az agresszió mint esély. A fertőzés, az allergia, a reuma, a fájdalmak és a hiperaktivitás kórképének értelme(zése); ford. Makra Júlia; Bioenergetic, Bp., 2004
- Méregtelenítés, salaktalanítás, lazítás. A megtisztuláshoz vezető természetes utak; ford. Fürst Anna; Mérték, Bp., 2004
- A betegség mint szimbólum. A pszichoszomatika kézikönyve. Betegségeink tüneteinek jelentése, értelmezése, feldolgozása és feloldása; közrem. Margit Dahlke et al., ford. Szőke Orsolya, Koczor Piroska; Édesvíz, Bp., 2005
- Margit Dahlke–Rüdiger Dahlke–Volker Zahn: Női egész-ség. A női betegségek üzenetei; ford. Szabó Judit; Bioenergetic, Bp., 2005
- Böjtölj az egészségedért!; ford. Szabó Krisztina; Édesvíz, Bp., 2005
- Margit Dahlke–Rüdiger Dahlke–Volker Zahn: Út az életbe. A születés teljessége. Várandósságról és születésről – holisztikus szemmel; ford. Lánczos Márta; Holistic, Bp., 2006
- Testünk bölcsessége. Interjú az egészséggel; ford. Sziráki Éva; Holistic, Bp., 2006
- Az alvás mint ősi energiaforrás; ford. Szilágyi Eszter; Édesvíz, Bp., 2006
- Depresszió. A pozitív lehetőségek tárháza; ford. Szilágyi Eszter; Édesvíz, Bp., 2007
- Holisztikus táplálkozás. Jól egyen, hogy jól legyen; közrem. Dorothea Neumayr, ford. Hoffmann Judit; Bioenergetic, Bp., 2007 ISBN 9789639652507
- Sürgősségi patika a léleknek. Gyógyító gyakorlatok és meditációk; ford. Fürst Anna; Mérték, Bp., 2008
- Legjobb egészségtippjeim. Gyógyulás és tökéletes harmónia; ford. Szilágyi Eszter; Mérték, Bp., 2008
- Rüdiger Dahlke–Dorothea Neumayr: Evésről, ivásról és az életről. Főzzünk érzékeink örömére: 89 recept különleges alkalmakra; ford. Bak Judit; Bioenergetic, Bp., 2008 ISBN 9789639652583
- A sors törvényei; ford. Szilágyi Eszter; Édesvíz, Bp., 2010
- A pénz pszichológiája; ford. Szilágyi Eszter; Édesvíz, Bp., 2010
- A böjtölés nagykönyve; ford. Szilágyi Eszter; Édesvíz, Bp., 2010 ISBN 9789635290369
- Ruediger Dahlke–Rita Fasel: A lélek nyomai. Amiről a kéz és a láb vall; ford. Makra Júlia; Bioenergetic, Bp., 2010 ISBN 9789632910789
- Az egészség három alappillére. Mozgás, táplálkozás, lazítás; ford. Makra Júlia; Bioenergetic, Bp., 2010 ISBN 9789632910673
- A tudatos böjtölés kézikönyve; ford. Szabó Judit; átdolg. kiad.; Bioenergetic, Bp., 2011 ISBN 9789632911144
- A lélek árnyai. Kibékülés titkos énünkkel; közrem. Margit Dahlke, ford. Makra Júlia; Bioenergetic, Bp., 2011
- Ruediger Dahlke–Vera Kaesemann: A gyermeki lélek nyelve: a betegség. A gyermekkori kórképek jelentősége, értelmezése és teljes körű kezelése; ford. Haynal Katalin; Mérték, Bp., 2011
- Belső utazás. Vezetett meditációk a belső úton; ford. Szabó Judit; átdolg. kiad.; Bioenergetic, Bp., 2011
- A test mint a lélek tükre; ford. Harmat Márta; Mérték, Bp., 2011
- Sorsfordulók. Az életválság, a fejlődés lehetősége; közrem. Margit Dahlke–Robert Hössl, ford. Zornánszky Károly; átdolg. utánny.; Bioenergetic, Bp., 2011
- Margit Dahlke–Rüdiger Dahlke–Volker Zahn: Női egész-ség. A női betegségek üzenetei; ford. Szabó Judit; átdolg. utánny.; Bioenergetic, Bp., 2011
- Nicolas Klein–Rüdiger Dahlke: A függőleges világkép. Az asztrológiai ősprincípiumokon alapuló, jelképes gondolkodás módszere; előszó Thorwald Dethlefsen, ford. Szász Andrea; átdolg. utánny.; Bioenergetic, Bp., 2011
- Peace food. Békés táplálkozás hús és tejtermékek nélkül; Dorothea Neumayr 30 receptjével; ford. Makra Júlia; Bioenergetic, Bp., 2012 ISBN 9789632911656
- A böjtölés kézikönyve. 7 napos programmal; ford. Makra Júlia; Bioenergetic, Bp., 2013
- Te mitől félsz? Öngyógyító program; ford. Makra Júlia; Bioenergetic, Bp., 2014
- A betegség mint szimbólum; ford. Szőke Orsolya, Koczor Piroska; 2. jav. kiad.; Édesvíz, Bp., 2015
- Ruediger Dahlke–Veit Lindau: Omega. A belső gazdagsághoz vezető út; ford. Szász Andrea; Bioenergetic, Bp., 2017
- A lélek nyelve: a betegség. A kórképek értelmezése és a betegség adta esély; közrem. Peter Fricke, Robert Hössl, ford. Angster Mária, Sarankó Mária Márta; Bioenergetic, Bp., 2018
- Ruediger Dahlke–Margit Dahlke: A Hollywood-terápia. Amit a filmek elárulnak rólunk; ford. Szász Andrea; Bioenergetic, Bp., 2019
- Peace food. Vegán ketogén diéta; ford. Lerch Gabriella; Bioenergetic, Bp., 2019
- Ruediger Dahlke–Vera Kaesemann: A gyermeki lélek nyelve: a betegség. A gyermekkori kórképek jelentősége, értelmezése és teljes körű kezelése; ford. Schneider Mariann; Bioenergetic, Bp., 2021